# Атропатена
37° пн. ш. 48° сх. д. / 37° пн. ш. 48° сх. д.
Атропате́на (або Мідія Атропатена, Мала Мідія; давньоперс. Āturpatkān, перс. Āδarbāδāgān/Āδarbāyagān, грец. ᾿Ατροπατήνη, грец. Άδραβιγνων, сирійськ. Aδorbāyγān, вірм. Ատրպատական, араб. آذربایجان) — історична область і стародавня держава на північному заході сучасного Ірану. Приблизно відповідає території Іранської провінції Азербайджан. Столиця — Газака.

## Територія
Основною територією Атропатени була гірська область на схід від озера Урмія — південь сучасних останів Західний і Східний Азербайджан, а також Ардебіль, північ остану Курдистан та остан Зенджан.

## Назва
Назва Ātur-patkān буквально означає «Володіння Атурпата» й утворена від імені засновника царства — Атропата (Атурпат, Āturpāt, авестійське Atərəpāta — буквально «Той, хто охороняє вогонь») за допомогою іранського суфікса *-kān, що використовується для формування топонімів. Ім'я «Атурпат» засвідчується до самої доби Сасанідів, так наприклад, у IV столітті візир і верховний жрець шаха Шапура II мав ім'я Атурпат-і-Махраспандан.
За ісламської доби ця назва трансформувалась на сучасну «آذربایجان» — «Азербайджан» (через «Адарбадган»), при зміні першої частини з трансформацією інтервокальної *t > δ на *āδar- > *āzar-, під фонетичним впливом арабської мови.
Іранська назва Атропатена — найдавніша з відомих науці назв Азербайджану, що збереглась дотепер із грецьких джерел. Надалі вона видозмінювалась, набувши у персів форми «Адербадаган», у вірменів — «Атер-патакан» та «Атрпатакан», у арабів — «Адербайджан» та «Азербайджан», означала «країну вогню», що було пов'язано із широким поширенням там поклоніння вогню.

## Столиця
Літньою столицею Атропатени було місто Ганзак, середньовічний Шиз — сучасний Текаб у провінції Західний Азербайджан). Головне святилище Адур-Гушнасп розташовувалось за 25 км на північний схід, нині його руїни називаються Техте-Сулейман. До часу арабського завоювання столиця, ймовірно, розміщувалась в Ардебілі.

## Історія

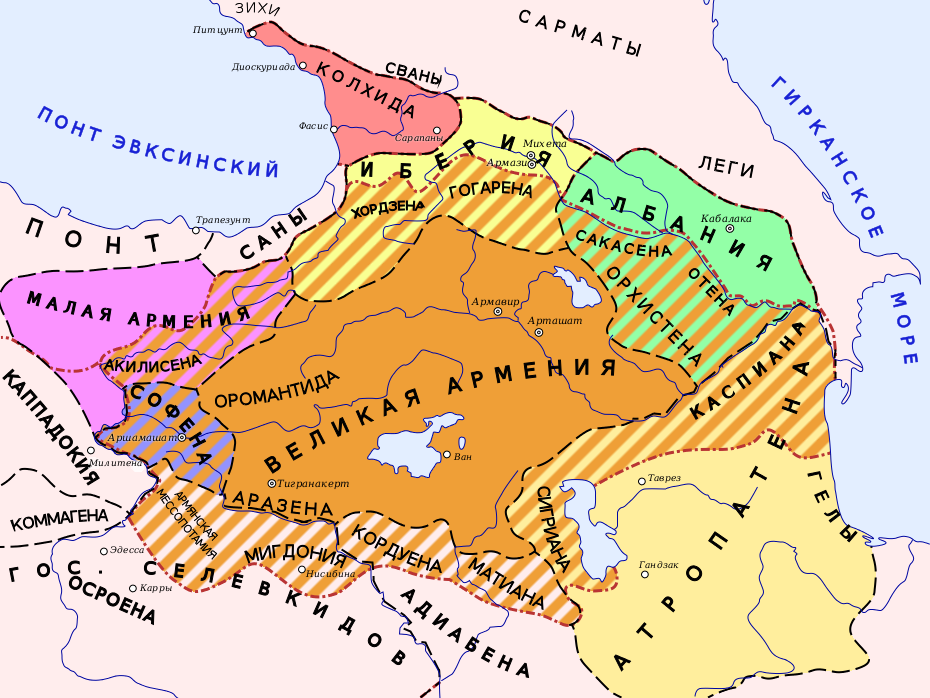
Закавказзя у II–I століттях до н. е. за «Всесвітньою Історією», т.2, вид. 1956 року

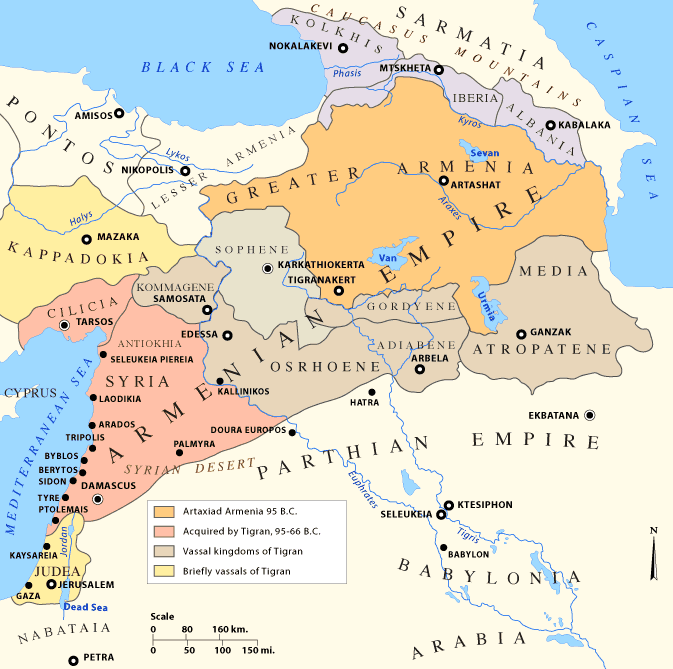
Атропатена у складі держави Тиграна Великого

Первинно територія власне Атропатени була територією стародавньої держави Манна, яку захопила Мідія. Населення останньої (кутії, луллубеї, пізніше скіфи) цілковито іранізувалось. Після захоплення Мідії персами Атропатена входила до складу Мідійської сатрапії Ахеменідської держави. До моменту завоювання Олександром Македонським (331 до н. е.) Мідією правив сатрап Атропат, який визнав Олександра царем і зберіг пост. Під час першого розділу спадщини Олександра (323 до н. е.) його було усунуто від влади (на його місце було призначено македонянина Піфона), проте зберіг владу над меншою, північною частиною країни, яка почала називатись Мідія Атропатена (букв. «Атропатська Мідія») або Мала Мідія. Надалі слово «Мідія» в назві припинило вживатись.
За доби Селевкідів Мідія Атропатена існувала як самостійна держава, якою керували нащадки Атропата, проте номінально підпорядкована Селевкідам. Її історія упродовж більшої частини III століття є незрозумілою, але у 222–220 роках Полібій згадує царя Атропатени Артабазана, як володаря значної території не тільки на південь, але й на північ від Аракса та союзника повсталого сатрапа Мідії проти селевкідського царя Антіоха III. Як видно з Полібія, до 200 року до н. е. Атропатена сягнула максимального територіального розширення (Полібій навіть стверджує, що вона володіла верхів'ями Фасіса, тобто Ріоні, в чому сучасні вчені однак сумніваються); втім на початку II століття атропатенці зазнали поразки від вірменського царя Арташеса I, який відняв у них Каспіану (Пайтакаран), Басорепіду (Васпуракан) та Фавнітиду. Слідом за тим Атропатена потрапила у залежність від Парфянського царства, окрім 70-х-60-х років I століття до н. е., коли вона належала вірменському царю Тиграну II. Атропатеною тоді правив цар Дарій, якого згадують античні автори серед підвладних Тиграну царів під час його битв із римлянами.
36 до н. е. римський тріумвір Марк Антоній у союзі з вірменським царем Артаваздом (сином Тиграна) вторгся до Атропатени, але зазнав поразки; наступного року навпаки Артавазд Мідійський уклав союз із Антонієм проти парфян та Артавазда Вірменського. На початку I століття парфянський цар Артабан II зробив свого сина царем Атропатени, надалі всі царі країни походили з роду Аршакідів. Після падіння династії Аршакідів Атропатена увійшла до складу держави Сасанідів.
У Великдень 628 року візантійське військо на чолі з імператором Іраклієм захопило столицю Атропатени — місто Ганзак.
У середині VII століття (між 639 та 643 роками) Атропатена була завойована Арабським халіфатом, після чого стала окремою провінцією в його складі.
Згодом територія Атропатени була ядром кількох середньовічних держав: Саларідів, Саджидів (879–929), Раввадідів. У 1092–1140 роках входила до складу Сельджуцької держави. Після її розпаду на території Атропатени утворилась держава Ільдегізідів. У XII столітті ці землі входили до складу держави Хорезмшахів, потім були завойовані монголами та увійшли до складу держави Ільханів. У 1335–1432 роках там правила династія Джалаїридів.

## Населення

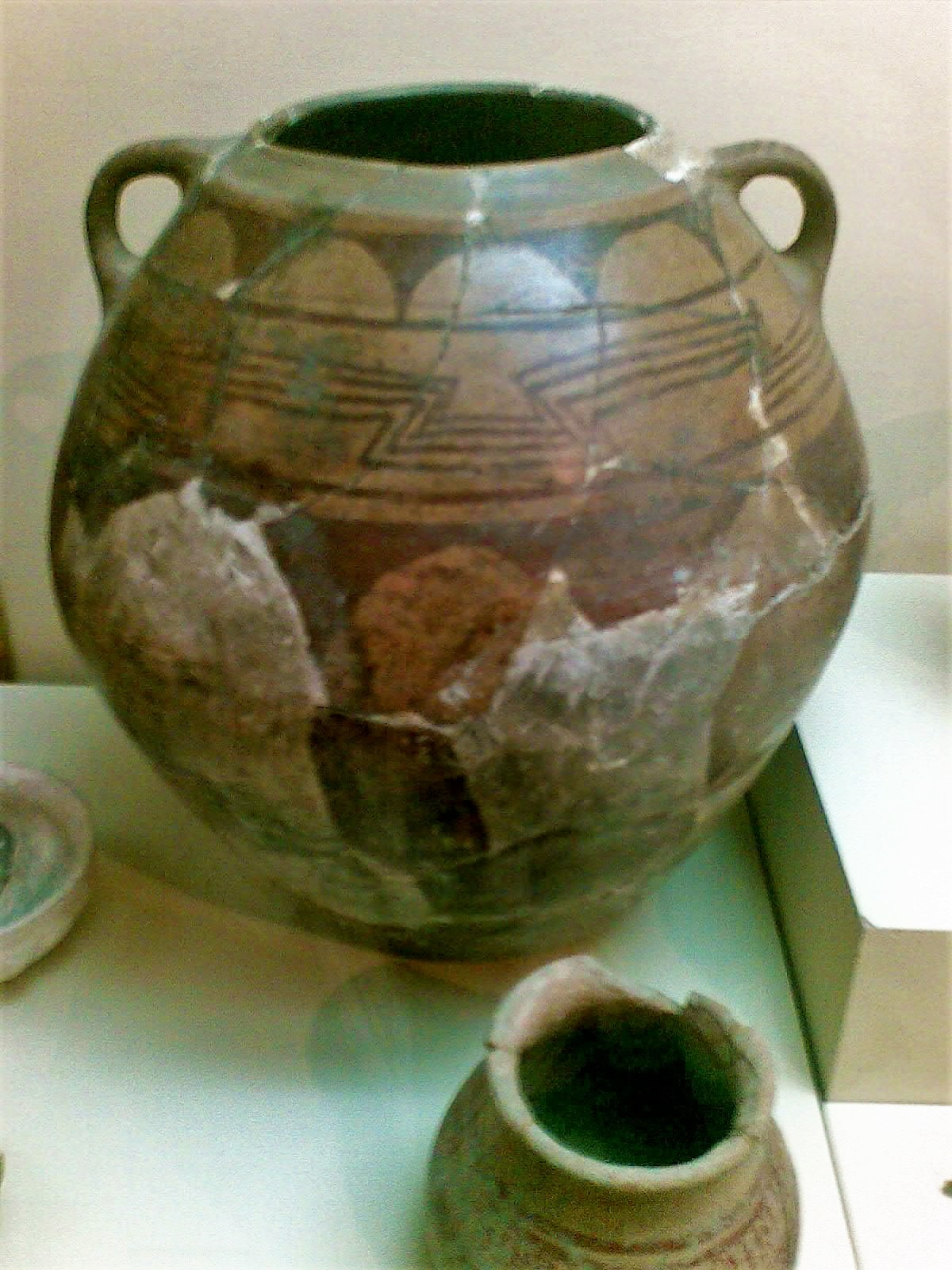
Керамічні вироби, зроблені в Атропатені (Музей історії Азербайджану)

Населення Атропатени, яке первинно складалось із іранських та автохтонних доіранських (імовірно, дагестанських на сході й хурріто-урартських на заході) племен, надалі цілковито іранізувалось. Страбон перелічує племена Атропатени станом на початок нашої ери: «гірські племена кадусіїв, амардів, тапірів, кіртіїв та інші кочівні та розбійницькі народності», особливо виділяючи за значенням та чисельністю кадусіїв. З них амардами (мардами) й киртіями називали взагалі іранські кочові племена, при чому від назви кіртіїв, імовірно, походить назва курдів. Кадусії, також безсумнівно іранське плем'я зазвичай вважаються пращурами талишів. До часів Страбона в Атропатені вже існувала загальнонародна мова (мова-койне) — середньомідійська, спадкоємицею якої у Середньовіччі була мова азері (азарі), зникла індоєвропейська мова іранської мовної групи. У Ранньому Середньовіччі населення Атропатени/Азербайджанк цілковито спілкувалось іранською мовою азері; у XI столітті там вперше почали з'являтись тюрки, у XIII столітті, за часів монгольського завоювання, їхня кількість збільшилась, а за часів Сефевідів (XVI–XVIII століття) місцеве іранське населення остаточно перейшло на тюркську мову (тобто сучасну азербайджанську), хоч острівці, які розмовляють пов'язаними з азері іранськими мовами — таті й талиською, зберігаються дотепер.

## Правителі
Атропатіди
- Атропат (323 — бл. 300 до н. е.)
- Артабан I

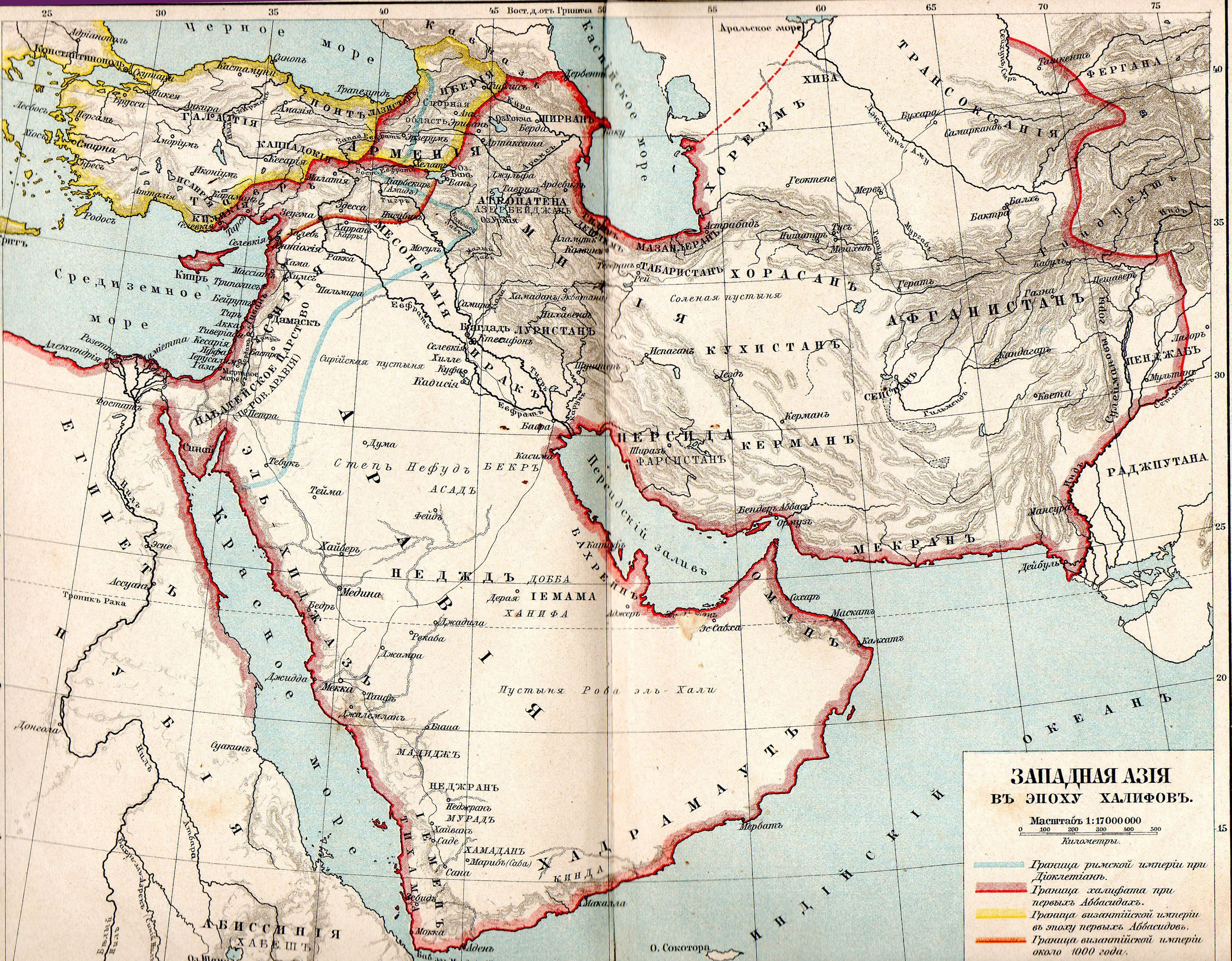
Атропатена за часів Арабського Халіфату

- Артавазд I (Artabazanes) (бл. 270 — після 220 до н. е.)
- Ім'я царя невідоме
- Мітрідат  (до 85 — бл. 66 до н. е.)
- Дарій (Dareios) (бл. 66/65 до н. е.)
- Аріобарзан I (Ariobarzanes) (бл. 65 — ? до н. е.)
- Артавазд II Атропатід (Artavasdes) (до 36 — бл. 31 до н. е.)
- пряме підпорядкування парфянському царю
- Аріобарзан II (Ariobarzanes) (20 — бл. 6 до н. е.)

Аршакіди
- Артабан II (Artabanos) (бл. 6 до н. е. — 4)

Атропатіди
- Артавазд III (4—6)

Аршакіди
- Артабан II, вдруге (6—10/11 н. е.)
- Вонон II (Vonones) (10/11 — 51)
- Пакор (51 — після 72), останній відомий цар

## Значення длязороастризму
На початку нашої ери цей район набув особливого релігійного значення — з ним почали пов'язувати легенди про діяльність засновника зороастризму Заратуштри, там розташовувався один із трьох «великих» храмів вогню зороастрійців Адур-Гушнасп (городище Техте-Сулейман), розкопаний німецькою археологічною експедицією. Він вважався одним із трьох головних зороастрійських храмів, до того ж найвеличнішим із них, оскільки належав царській родині та стану воїнів, натомість два інших, Адур-Фарнбаг у Фарсі та Адур-Бурзснміх у Хорасані, належали, відповідно, станам магів і ремісників та землеробів. Відповідно до деяких легенд, місто Урмія вважалось батьківщиною пророка Заратуштри.